# Il mio romanzo viola profumato
Il mio romanzo viola profumato (My Purple Scented Novel) è un romanzo breve di Ian McEwan pubblicato nel 2018 da Einaudi per celebrare i settant'anni dello scrittore. È composto da una prima parte narrativa uscita sul New Yorker e una seconda parte che contiene l'intervento sull'Io pronunciato dall'autore in occasione del conferimento del premio Bottari Lattes Grinzane 2018. 

## Trama e struttura
Racconta degli amici Parker e Jocelyn, entrambi vogliono diventare scrittori di successo. Senza rancore, Parker invece costituirà una famiglia, essendosi innamorato, e si accontenta di pubblicare un paio di romanzi che vanno presto fuori catalogo. Jocelyn invece diventa scrittore di grido e si acquista una grande villa. I due amici rimangono in buoni rapporti finché qualcosa cambia in Jocelyn che, quasi inconsapevolmente, decide gli spetti di appropriarsi dell'ultimo manoscritto non pubblicato dell'amico, trasformandolo in un successo letterario. In continui colpi di scena non solo Jocelyn, e non Parker, viene accusato di plagio, ma Jocelyn stesso non si arrabbia per l'accaduto e in qualche modo sembra credere che l'appropriamento non sia accaduto o che sia stato giusto. Insomma in una continua negazione delle aspettative del lettore gli amici fanno pace. 
L'intervento successivo pronunciato in occasione del premio dall'autore Ian McEwan si armonizza con l'argomento del romanzo essendo una riflessione sull'Io in letteratura.